# Hélène Fourment amb abric de pells
Hélène Fourment amb abric de pells és una pintura a l'oli realitzada cap a l'any 1638 per Peter Paul Rubens, que pertany a l'estil barroc i es troba al Museu d'Història de l'Art de Viena.
Representa un retrat de la segona esposa del pintor Hélène Fourment, cobrint el seu cos amb un abric de pells. Segueix sens dubte amb l'estil propi de Rubens. Amb una certa influència de Ticià, s'aprecia el fort contrast entre el color rosat del cos d'Hélène i el color fosc de l'abric i el fons del quadre. Aquesta obra demostra més que cap més, els valors tonals que va aconseguir Rubens al seu últim període de vida.
És una pintura on es pot observar una gran sensualitat que suavitza, l'actitud i el rostre de tendresa que inspira la model.